# Laurent Vercambre
 (décembre 2014).
Si vous disposez d'ouvrages ou d'articles de référence ou si vous connaissez des sites web de qualité traitant du thème abordé ici, merci de compléter l'article en donnant les références utiles à sa vérifiabilité et en les liant à la section « Notes et références ».
Laurent Vercambre est un musicien français, violoniste au sein du groupe Le Quatuor. Il est également membre fondateur du groupe Malicorne, qu'il quitte en 1978 pour y revenir le temps d'un concert exceptionnel aux Francofolies de La Rochelle en juillet 2010 et au début de l'année 2015 pour une durée de (seulement) 9 mois. Il a élu domicile dans le village de Bazemont dans les Yvelines.

## Parcours
Laurent Vercambre commence le piano à 5 ans, puis la guitare à 10. Il va ensuite pratiquer divers instruments à cordes et à vent, dont le violon auquel il s'initie lui-même.

### L'"aventure" Malicorne (1973-1978)
En 1973, Laurent Vercambre participe à la formation du groupe Malicorne aux côtés de Gabriel Yacoub, Marie Yacoub et Hughes de Courson. Malicorne connaîtra un beau succès en France et en Europe (et tournera même en Amérique du Nord), exprimant le retour de la musique folk. Laurent participera aux chants et jouera principalement du violon mais aussi un grand nombre d'autres instruments : alto, bouzouki, psaltérion à archet, harmonium, violoncelle, claviers, mandoline, viole d'amour, guitare acoustique, mandoloncelle, mélodéon, nyckelharpa, guitare.

### L'"après" Malicorne (depuis 1978)

#### 1978: La Chifonnie
En 1978, Laurent quitte Malicorne pour La Chifonnie dont il participe aux prestations scéniques et à l'enregistrement du second album Au-dessus du pont (1978).

#### 1979-1980: La confrérie des fous
L'année suivante, il fonde La Confrérie des Fous, un collectif d'une douzaine de personnes issu du mouvement folk qui projette d'embrasser à la fois tous les arts du spectacle : musique, chant, théâtre, humour, etc.

#### 1980-2015: Le Quatuor
Handicapée par l'énormité de ses ambitions artistiques, La Confrérie des fous disparait après avoir enregistré un disque jazzy et donné naissance à un quatuor à cordes appelé en toute simplicité Le Quatuor dans lequel Laurent sera le violoniste.
Dans les années 1980, Le Quatuor partira pour divers concerts en Bretagne, à Montréal, en Allemagne, à Bruxelles, puis Lausanne…
Les tournées se succèdent dans les années 1990 avec les nouveaux spectacles Violons dingues et Il pleut des cordes.
De 2002 à 2004, Laurent part en tournée avec le groupe avec le spectacle Sur la corde rêve (mis en scène par Alain Sachs) qui fera l'objet d'une sortie DVD en 2003.
De 2005 à 2010, le spectacle Corps à Cordes du Quatuor laisse place à quelques compositions originales mettant en scène leurs histoires. En 2007, il fera également l'objet d'une sortie DVD.
Laurent participe au nouveau spectacle Danseurs de cordes d'Alain Sachs que Le Quatuor a créé en 2011. De septembre 2012 à janvier 2013, Le Quatuor en donne un marathon de 80 représentations au théâtre des Bouffes Parisiens à Paris.
Les membres du Quatuor ont finalement envie « de faire un peu moins de Quatuor » et « d'avoir des périodes pour des travaux plus personnels ». Le Quatuor prévoit ainsi de s'arrêter fin 2014, après plus de trente ans d'activité. Le 28 septembre 2013, le Quatuor crée son spectacle d'adieu intitulé "Bouquet Final" à l'Espace Michel-Simon à Noisy-le-Grand, prélude à une tournée d'adieu 2013-2014,.
Le Quatuor fait ses adieux à la scène en donnant une série de spectacles jusqu'au 10 janvier 2015 aux théâtre des Bouffes-Parisiens.

#### 2013: "Le Duo"
En parallèle de son activité au sein du Quatuor et anticipant sur l'arrêt du Quatuor fin 2014, Laurent Vercambre forme alors au début des années 2010 un duo de nyckelharpas avec Didier François sobrement appelé "Le Duo". Le nom est choisi dans la logique du Quatuor.
Didier François « manquant cruellement de temps pour de nombreuses raisons », Laurent demande à la musicienne de nyckelharpa Éléonore Billy « de devenir une sorte de doublure ». Laurent et Éléonore avaient fait connaissance à l'occasion d'un stage de nyckelharpas qu'elle avait monté avec le joueur de nyckelharpa Johan Hedin lors du concert que ce dernier avait donné en trio en janvier 2011 au Théâtre de la ville à Paris. Laurent et Eléonore « finissent par répéter ensemble deux fois par semaine alors que [Laurent et Didier] ne se voyaient qu'une fois par mois ». Éléonore Billy se retrouve ainsi à « [faire] le travail de création pour un duo où elle [n'est] que la remplaçante ». Elle est ainsi amenée à « passer plus de temps sur le projet que le titulaire du poste » qui finit par abandonner le projet. Le Duo aura tout de même le temps de donner au moins un concert en trio,,,.
Le travail de Laurent avec Éléonore Billy finit par « aboutir à un spectacle ». L'intitulé "Le duo... Nyckel" que le Duo a choisi pour annoncer ses concerts fait qu'on les appelle à tort "Nyckel", ce qui « prouve bien que le nom n'est pas clair ». Ce qui fait dire à Laurent qu'il n'est « pas certain qu'il soit définitif »,,.
Le Duo est, notamment, l'invité le 13 juillet 2013 des 38e Rencontres internationales de luthiers et maîtres sonneurs. Le lendemain, Laurent Vercambre d'abord seul au violon et au nyckelharpa puis en fin de concert le Duo avec Eléonore Billy rejoignent sur scène sur plusieurs titres le groupe Malicorne également invité du festival. C'est alors la 1re fois que Laurent rejoue avec Malicorne depuis le concert aux Francofolies de La Rochelle 3 ans plus tôt le 15 juillet 2010.
Au cours de leur « concert-spectacle », les musiciens du Duo ont recours aussi bien au conte qu'au chant en français. Outre le nyckelharpa, Laurent Vercambre joue également d'autres instruments (guitare, accordéon diatonique) tandis qu'Eléonore Billy joue sur des nyckelharpas alto et ténor. Contrairement au Quatuor dont le répertoire est constitué de standards, « avec Le Duo, [Laurent] redécouvre le plaisir de la découverte ». La richesse et la profondeur du nyckelharpa est ainsi mis au service des répertoires baroque (Bach), traditionnels irlandais, tziganes, ottomans mais aussi du jazz, d'œuvres de compositeurs modernes (Ysaÿe, Satie, Bartók) et de compositions originales (des textes mis en musique par Laurent),,. Laurent reprend également sur scène « des classiques de son répertoire et des trucs de la Confrérie des Fous ».

#### Depuis 2017: le "Duo Nyckels!"
En 2017, en continuelle recherche de nouveauté, Laurent Vercambre forme un nouveau duo de nyckelharpas avec Jean Darbois, un vieil ami qui a rapidement apprivoisé le nyckelharpa de par son parcours musical varié démarré dès l'enfance.
« Notre style est très électrique dans le cadre des musiques traditionnelles européennes et américaines mais nous avons aussi des compositions plus modernes ainsi que des chansons américaines et françaises », expliquent les deux compères.
Au départ nommé "Nyckels!" (le point d'exclamation disparaîtra et réapparaîtra par la suite), le Duo Nyckels! se produit chez l'habitant et sur des scènes associatives, notamment le vendredi 25 mai 2018 au Café du Garage à Olivet dans le Pays de la Loire, le 9 novembre 2018 à la Grange de Corgenay à Neuvy dans l'Allier et dernièrement le vendredi 11 juin 2021 au Coup d'R Café à Laparade dans le Lot-et-Garonne où il présente son spectacle de musique du monde, blues et chansons intitulé "Déviation".
Dans une vidéo promotionnelle de 13 minutes réalisée par le collectif Menura, le duo interprète les morceaux suivants sous la forme de deux suites : 
1. « À l'est rien de Satie », 3ème gnossienne de Erik Satie, Hora traditionnelle roumaine (arr. Laurent Vercambre et Didier François)
2. « Swing prélude », Prélude n°2 du clavier bien tempéré, Gavotte des suites pour violoncelle de J.S. Bach et Minor Swing de Django Reinhardt (arr. Laurent Vercambre et Jean Darbois).

### 2010: la reformation exceptionnelle de Malicorne
Le 15 juillet 2010, Laurent Vercambre rejoint Malicorne reformé dans sa configuration originelle le temps d'un concert exceptionnel donné dans le cadre des Francofolies de La Rochelle.

### À partir de 2015: retour au sein de Malicorne
Le lundi 17 novembre 2014, Malicorne annonce sur sa page Facebook que son ancien membre fondateur Laurent Vercambre (au violon et au nyckelharpa) rejoindra Malicorne au début de l'année 2015 en tant que membre à part entière avec un premier concert le samedi 17 janvier à Dijon (Théâtre des Feuillants).

## Distinctions
- Chevalier de l'ordre des Arts et des Lettres (2004)[17].

## Discographie

### Discographie avecMalicorne
- 1974 : Malicorne 1 (Colin) (album studio #1)
- 1975 : Malicorne 2 (Le Mariage anglais) (album studio #2)
- 1976 : Almanach (album studio #3)
- 1977 : Malicorne 4 (Nous sommes chanteurs de sornettes) (album studio #4)
- 1977 : Quintessence (compilation #1 - première époque 1974-1977)
- 1978 : L'Extraordinaire Tour de France d'Adélard Rousseau, dit Nivernais la clef des cœurs, Compagnon charpentier du devoir (album studio #5)
- 1979 : En public (album live)
- 1989 : Légende, deuxième époque (compilation #2 - deuxième époque 1978-1986)
- 1996 : Vox (compilation #3 - chansons interprétées uniquement a capella)
- 2005 : Marie de Malicorne (compilation #4 - chansons interprétées uniquement par Marie Yacoub)
- 2011 : Concert exceptionnel aux Francofolies de la Rochelle (album live - enregistrement du concert du 15/07/2010)

### Discographie de La Chifonnie
- 1978 : Au-dessus du pont (Hexagone – Vinyl LP 883022)

### Discographie de La Confrérie des Fous
- 1979 : La Confrérie des Fous (Ballon Noir BAL 13008)

### Spectacles et participations diverses du Quatuor
Le quatuor se produit,, notamment en :
- 1980 : Premiers pas et première tournée en Bretagne ; débuts à Paris au Théâtre de la Vieille Grille en décembre 1980 ; participation à des émissions télévisées en France, en Belgique et en Suisse.
- 1982 : Spectacle De Vivaldi au Rock'n'roll (prix "René Praile" du meilleur spectacle au festival Off d’Avignon), enregistrement public au Théâtre du Forum des Halles à Paris, 45 tours « Scoubidou » et 33 tours « Sur le Vif » (vinyle uniquement) avec Ganem, Vercambre, Michel Boullerne (violon, chant) et Sylvain du Pasquier (violoncelle, chant).
- 1984 : Spectacle De Buxtehude à Stockhausen (participation à cette pièce de Bernard Maître).
- 1987 : Spectacle Violons Dingues de Jean Paul Rolin (contribution à la réalisation).
- 1989 : Fresque commémorative 1789... et nous (collaboration avec le ballet de Maurice Béjart ; représentations au Grand Palais à Paris, à Chateauvallon, à Bruxelles et Lausanne).
- 1993 : Spectacle Le Diable aux Cordes (Molière du Meilleur Spectacle Musical en 1994).
- 1995 : Film La Belle Verte de Coline Serreau (interprétation d'une chanson).
- 1996-1998 : Spectacle Il pleut des cordes d'Alain Sachs (avec Laurent Cirade en remplacement de Jean-Yves Lacombe) (Victoire de la Musique en 1998 et second Molière du Meilleur Spectacle Musical en 2003)[21].
- 2002-2004 : Spectacle Sur la corde rêve d'Alain Sachs (troisième Molière du Meilleur Spectacle Musical en 2003).
- 2005-2010 : Spectacle Corps à Cordes d'Alain Sachs.
- 2010 : Film Gainsbourg, vie héroïque de Joann Sfar (apparition dans le rôle des frères Jacques).
- 2010 : Participation au concert exceptionnel de reformation de Malicorne le 15/07/2010 aux Francofolies de La Rochelle : interprétation d'un titre du répertoire du Quatuor ("Le roi s'ennuie") et accompagnement sur quelques titres de Malicorne.
- 2011-2013 : Spectacle Danseurs de cordes d'Alain Sachs.
- 2013-2014 : Spectacle "Bouquet Final" (création le 28 septembre 2013 à l'Espace Michel-Simon à Noisy-le-Grand)

## Vidéographie

### Vidéographie avec Malicorne
- 2011 : Concert exceptionnel aux Francofolies de la Rochelle (DVD - film du concert du 15/07/2010)

### Vidéographie du Quatuor
- 2003 : Sur la corde rêve (DVD)
- 2007 : Corps à Cordes (DVD)